# Bradypodion taeniabronchum
Il camaleonte nano di Smith (Bradypodion taeniabronchum Smith, 1831) è un piccolo sauro della famiglia Chamaeleonidae, endemico del Sudafrica.

## Biologia
Bradypodion taeniabronchum è un camaleonte che mangia prevalentemente insetti, soprattutto farfalle sfingi.

## Conservazione
La IUCN Red List classifica B. taeniabronchum come specie in pericolo di estinzione (Endangered).